# 穆里耶
穆里耶（法語：Mouriez，法語發音：[muʁje]）是法国上法蘭西大區加来海峡省的一个市镇，属于蒙特勒伊区。

## 地理
穆里耶（50°20'24"N, 1°56'43"E）面积15.72 平方千米，位于法国上法蘭西大區加来海峡省，该省份为法国北部沿海省份，西北濒北海，南至索姆省，东临北部省。
与穆里耶接壤的市镇（或旧市镇、城区）包括：欧班圣瓦斯特、卡佩勒莱塞丹、古伊圣安德烈、吉尼、布安-普吕穆瓦松、欧蒂河畔拉耶、托尔特方丹、欧蒂河畔栋皮埃尔。

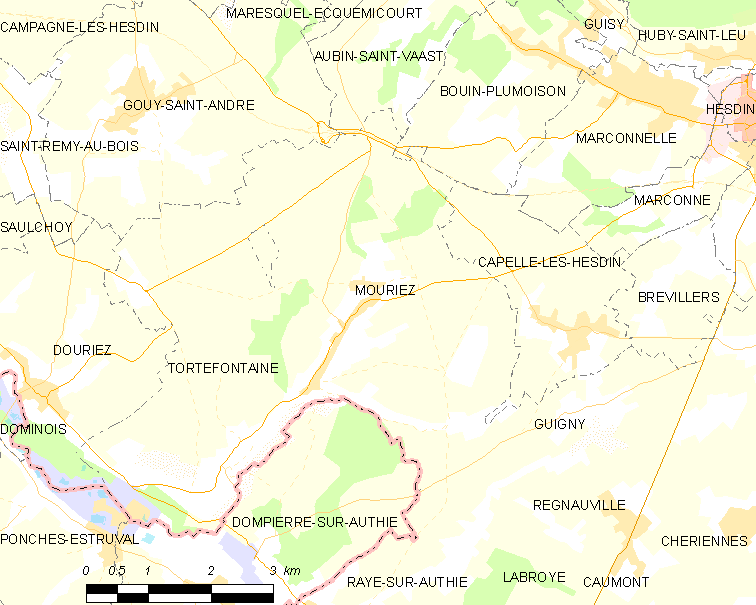
穆里耶的OSM定位图

穆里耶的时区为UTC+01:00、UTC+02:00（夏令时）。

## 行政
穆里耶的邮政编码为62140，INSEE市镇编码为62596。

## 政治
穆里耶所属的省级选区为欧克西堡县。

## 人口

1962-2008年间穆里耶人口变化图示

穆里耶于2022年1月1日时的人口数量为238人。